# Fox Maule-Ramsay, 11. Earl of Dalhousie

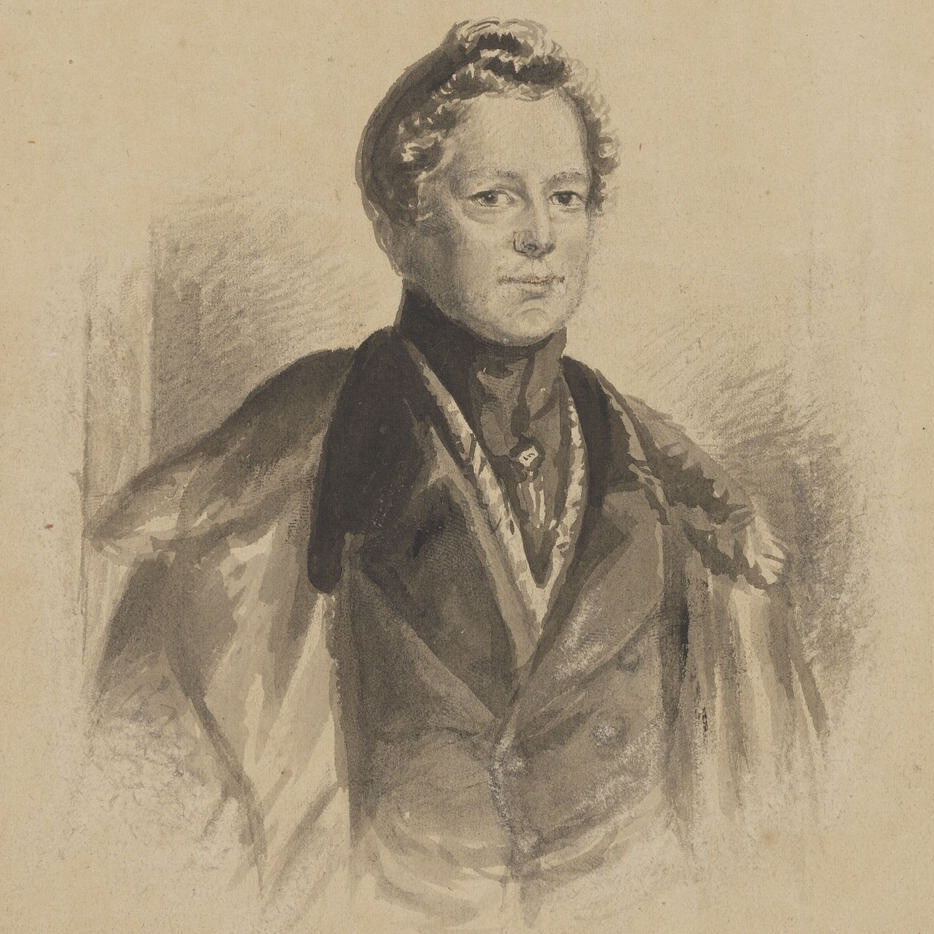
Fox Maule (1838)

Henry Fox Maule-Ramsay, 11. Earl of Dalhousie, KT, GCB, PC (geborener Maule, * 22. April 1801 auf Brechin Castle; † 6. Juli 1874 ebenda) war ein britischer Adliger und Politiker.

## Familie
Er war der älteste Sohn von William Maule, 1. Baron Panmure, aus dessen erster Ehe mit Patricia Heron Gordon. Er war der Neffe von George Ramsay, 9. Earl of Dalhousie. Seinen zweiten Vornamen „Fox“, den er als Rufnamen verwendete, erhielt er nach Charles James Fox. Sein Vater entstammte dem Clan Ramsay, hatte aber bereits 1782 als Generalerbe seines Großonkels William Maule, 1. Earl Panmure, den Familiennamen von Ramsay zu Maule geändert.
1831 heiratete er Hon. Montague Abercromby, Tochter des George Abercromby, 2. Baron Abercromby. Die Ehe blieb kinderlos.
Beim Tod seines Vaters, 1852, erbte er dessen Titel Baron Panmure. Beim Tod seines Cousins James Andrew Broun-Ramsay, 1. Marquess of Dalhousie, 1860, erbte er dessen Titel Earl of Dalhousie. Als Erbe seines Cousins wurde er auch Chief des Clan Ramsay, weshalb er 1861 seinen Familiennamen zu Maule-Ramsay ergänzte.
Da er keine Nachkommen hinterließ, erlosch seine Baronie mit seinem Tod, den Earlstitel und die Chiefwürde erbte sein Cousin George Ramsay.

## Karriere
Im Juni 1819 trat er als Ensign des 79th Regiment of Foot in die British Army ein. Er stieg dort im August 1824 zum Lieutenant und im Oktober 1826 zum Captain auf. Im April 1831 schied er aus dem Armeedienst aus.
1835 wurde er als Abgeordneter für das County Perthshire ins House of Commons gewählt, wobei er sich als Whig gegen den konservativen Amtsinhaber George Murray durchsetzte. Dieses Mandat hatte er bis 1838 inne. Von 1838 bis 1841 war er Abgeordneter für das Borough Elgin und von 1841 bis 1852 Abgeordneter für das Borough Perth. Während der Amtszeit von William Lamb (1835–1841) war er Staatssekretär im Innenministerium (Under-Secretary of State for the Home Department). 1841 wurde er ins Privy Council aufgenommen. Unter John Russell nahm er von 1846 bis 1852 Staatssekretär im Kriegsministerium (Secretary at War). Für nur 17 Tage, nämlich vom 5. Februar bis 21. Februar 1852 war er als Vorsitzender des Board of Commissioners for the Affairs of India (President of the Board of Control) für die Überwachung der Britischen Ostindien-Kompanie zuständig. Er hatte damit die kürzeste Amtszeit aller Amtsinhaber. Seit er am 13. April 1852 den Titel Baron Panmure geerbt hatte, war er dadurch Mitglied des House of Lords und schied dazu aus dem House of Commons aus. In der Regierung Lord Palmerstons war er von 1855 bis 1858 Kriegsminister (Secretary of State for War). In seiner Amtszeit wurde der Krimkrieg beendet. Ab 1853 bis zu seinem Tod war er zudem als Keeper of the Privy Seal of Scotland einer der Great Officers of State.
Neben seinen politischen Ämtern war Ramsay von 1842 bis 1844 Rektor der University of Glasgow und von 1849 bis 1874 Lord Lieutenant von Forfarshire.

## Orden und Ehrenzeichen
- Knight Companion des Distelordens (1853)[12]
- Knight Grand Cross des Order of the Bath (1855)[13]